# Josep Maria Lladó i Figueres
Josep Maria Lladó i Figueres fue un periodista y abogado español nacido en Barcelona el 30 de julio de 1910 y fallecido el 9 de mayo de 1996. 
Se licenció en Derecho por la Universidad de Barcelona y colaboró en La Publicitat, L'Opinió y La Humanitat, además de dirigir Última Hora. También fue secretario de la Asociación de Periodistas de Barcelona. 
Durante la guerra civil española fue oficial de la columna Macià-Companys y al acabar el conflicto se exilió. Publicó en Niza la revista Per Catalunya, órgano del Frente Nacional de Cataluña y redactó el Journal d'un expatrié catalan  (1946) del conde de Güell. Volvió a Cataluña en 1950 y fue redactor de Tele/eXprés y de Tele / Estel. En 1986 recibió la Cruz de San Jorge de la Generalidad de Cataluña.

## Obras
- 14 d'abril (1938)
- El 19 de juliol a Barcelona (1938)
- Los ismos (1958)
- Raquel Meller (1963)
- La guerra de los seis días (1967)
- Ferran Valls i Taberner (1970) con Joan Antoni Parpal
- Amadeu Vives: 1871-1932 (1988)
- Homenatge a vint-i-vuit catalans eminents : Medalles d'Or de la Generalitat 1978-1991 (1992)